# Dicranomyia (Dicranomyia) brevigladia
Dicranomyia (Dicranomyia) brevigladia is een tweevleugelige uit de familie steltmuggen (Limoniidae). De soort komt voor in het Neotropisch gebied.